# Ирина Комнин (ћерка цара Андроника I)
Ирена Комнина (грч. Ειρηνη Κομνηνη; рођена 1168. или 1169.) је била византијска племкиња из породице Комнина. Била је ћерка Андроника Комнина, будућег цара, и Теодоре, некадашње краљице Јерусалима. Године 1183. удала се за Алексија Комнина, сина цара Манојла I, и Теодоре Ватац.